# Legendrova konstanta

Graf prvních 100 000 hodnot posloupnosti, která se zdá konvergovat k hodnotě přibližně 1,08366

Legendrova konstanta je matematická konstanta, kterou použil Adrien-Marie Legendre ve svém vzorci odhadujícím asymptotické chování prvočíselné funkce {\displaystyle \pi (n)}. Její hodnotu odhadl na 1,08366, později však bylo dokázáno, že příslušná limita má hodnotu přesně 1.
Legendre odhadl prvočíselnou funkci jako
{\displaystyle \pi (n)={\frac {n}{\ln n-A(n)}}},
přičemž hodnotu
{\displaystyle B=\lim _{n\to \infty }A(n)=\lim _{n\to \infty }\left(\ln(n)-{\frac {n}{\pi (n)}}\right)}
na základě známých dat o prvočíslech odhadl na 1,08366. (Bez ohledu na přesnou hodnotu této limity by její existence znamenala důkaz prvočíselné věty.)

Pro vyšší hodnoty je však vidět, že se hodnota začíná odhadované hodnotě vzdalovat

Později však Carl Friedrich Gauss odhad hodnoty této limity snížil, až konečně Charles-Jean de La Vallée Poussin, který (nezávisle na Jacquesovi Hadamardovi) dokázal prvočíselnou větu, dokázal, že tato limita má hodnotu přesně 1. V původním Legendrově odhadu prvočíselné funkce navíc chybí členy vyšších řádů.
Jelikož skutečná hodnota příslušné limity je tak triviální, označuje se i dnes někdy za Legendrovu konstantu původní číslo 1,08366, přestože už má význam jen historický, nikoli matematický.